# Les Compagnons de la chanson
Les Compagnons de la chanson (Kamarádi písničky) byl francouzský mužský pěvecký soubor. Vznikl v roce 1941 v Lyonu, kde Louis Liébard založil mládežnický sbor Compagnons de la musique. V roce 1946 se devět jeho členů rozhodlo osamostatnit pod pozměněným názvem a spojilo se s Édith Piaf, kterou doprovázeli na jejím americkém turné. V roce 1948 účinkovali ve filmu Neuf garçons, un cœur. Zpívali zpočátku a cappella, později zařadili i doprovod orchestru, při vystoupení byli jednotně oblečeni do modrých kalhot a bílých košil. Vystupovali po celém světě, pořádali až tři sta koncertů ročně a vydali 350 nahrávek. Jejich největším hitem byla píseň Jeana Villarda „Les trois cloches“. Poslední koncert skupiny se konal 14. února 1985 v Nogent-sur-Marne.

## Členové
- Fred Mella (1924–)
- René Mella (1926–)
- Jean Broussolle (1920–1984)
- Guy Bourguignon (1920–1969)
- Jean-Louis Jaubert (1920–2013)
- Hubert Lancelot (1923–1995)
- Jean-Pierre Calvet (1925–1989)
- Gérard Sabbat (1926–2013)
- Jo Frachon (1919–1992)